# Mi'kmaq
Micmac (Mi'kmaq [miːgmaɣ]; tudi kot Míkmaq, Mi'gmaq, Micmac, MicMac), pleme ameriških Indijancev iz družine Algonquian, naseljeno na velikem območju kanadskih provinc Nova Fundlandija, Nova Škotska, New Brunswick in Otok princa Edvarda, ter na otoku Cape Breton. Micmaci so najbolj sorodni Abenakijem in so sestavljeni iz konfederiranih 'skupin (band)' ali 'okrožij', katerih potomci danes živijo v številnih kanadskih rezervatih. Francoski misijonarji so bili prvi belci, ki so v zgodnjem 17. stoletju prišli v stik z Mikmaki. Izvirna populacija Micmacov je po Sultzmanu ocenjena na do 30.000, vendar se je njihovo število okoli 1630., predvsem zaradi različnih epidemij, zmanjšalo na 4.000. V novejšem času, pred vstopom v novo tisočletje, je bilo v Kanadi registriranih okoli 16.000 Mikmakov, vendar se zdi, da populacija tega naroda v Kanadi in ZDA.-u znaša okoli 25.000 (Sultzman). Okoli 2.000 Micmacov živi na območju Bostona in nekaj sto v New Yorku.

## Ime
Micamac ali Mi'kmaq, Míqmaq, Míkmaq, Mi'mkaq, Miiqmaq, Miikmaq Indijanci sami sebe imenujejo  'Lnu'k'  ali  'L'nu'k' , kar pomeni "ljudje", medtem ko dobro znano ime Micmac pomeni "moji prijatelji" in označuje konfederacijo, oziroma konfederirane distrikte ali bande. Drugi nazivi, ki so jim jih skozi zgodovino dajali sosedje, so Indijanci Cape Sable,  'Matueswiskitchinuuk' , naziv Maliseet Indijancev, ki pomeni "Indijanci ježevci" ali dikobrazovi Indijanci, kar izvira iz navade, da so ježevčeve bodice uporabljali za okraševanje oblačil; Shonack, Indijanci Beothuk, "Slabi Indijanci", naziv izvira iz dejstva, da so bili v vojni; Souriquois; Francozi; izvor naziva je neznan; in Tarrateen, Britanci; ime je sprva označevalo tudi Abenake. "Míkmaw" je pridevniška oblika množine za narod, Míkmaq.

## Izvirna delitev: Okrožja ali bande
- Epekwitk Aqq Piktuk|Epeggoitg (Epelwik), glavna banda z Otoka princa Edvarda.

- Eskikewákik|Esgigiag (Eskikewa'kik), Nova Škotska, v okrožjih Halifax in Guysborough.

- Kespekewaq|Gespegiag (Kespek), v okrožjih Gloucester, Northumberland in Restigouche v New Brunswicku in polotoku Gaspe v Quebecu.

- Kespukwitk|Gespogoitg (Kespukwitk), v Novi Škotski v okrožjih Annapolis, Digby, Quenns, Shelburne in Yarmouth.

- Unamákik|Onamagig (Wunama'kik), na otoku Cape Breton.

- Sikepnékatik|Segepenegatig (Sipekne'katik), v Novi Škotski v okrožjih Colchester, Hants, Lunenburg in Kings.

- Sikniktewaq|Sigenitog (Siknikt), v okrožju Cumberland v Novi Škotski, in okrožjih Albert, Kent, Queens, Saint John in Westmoreland v New Brunswicku.

- Tagamgoog (Taqamkuk), južna Nova Fundlandija.

## Vasi
- Antigonishe, pri današnjem Antigonishu, Nova Škotska

- Beaubassin, misija, katere lokacija ni določena.

- Boat Harbor, pri današnjem Pictouju, Nova Škotska.

- Chignecto, Nova Škotska.

- Eskusone, otok Cape Breton.

- Indian Village, pri jezeru Badger, okrožje Fogo, Nova Fundlandija.

- Isle of St. Johns, morda v Novi Škotski.

- Kespoogwit, omenja se tudi kot vas na jugu ali vzhodu Nove Škotske. Drugo ime je banda Gespogoitg.

- Kigicapigiak, na reki Cascapediac, okrožje Bonaventure, Quebec.

- Le Have, pri ustju reke Mercy, blizu Lunenburga, Nova Škotska.

- Maria, okrožje Bonaventure, Quebec.

- Minas, Nova Škotska.

- Miramichi, desni breg reke Miramichi, pri ustju.

- Nalkithoniash, morda Nova Škotska.

- Nipigiguit, ustje reke Nipisiguit, New Brunswick.*Pictou, sever Nove Škotske.

- Pohomoosh, morda Nova Škotska.

- Restigouche, severna obala istoimenske reke, okrožje Bonaventure, Quebec.

- Richibucto, ustje reke Richibucto, okrožje Kent, New Brunswick.

- Rocky Point, na otoku Prince Edward.

- Shediac, pri Shediacu na vzhodni obali New Brunswicka.

- Shubenacadie, reka Shubenacadie, Nova Škotska.

- Tabogimkik, morda Nova Škotska.

## Zgodovina
Micmaci so pleme, ki ga je prvič omenil leta 1497 Giovanni Caboto, bolj znan kot John Cabot, vendar so se prvi stiki z Evropejci očitno zgodili že okoli leta 1000 z prihodom norveških Vikingov, morda celo z baskovskimi ribiči, ki so obiskovali Grand Banks pred prihodom Kolumba v Novi svet. Stiki Mikmakov in Evropejcev so verjetni tudi leta 1501 in kasneje, ko so na Grand Banks prihajali zaradi ribolova Baski, Španci, Irci, Britanci in Francozi. Ti stiki so se verjetno dogajali vsako poletje, saj so ti ribiči prihajali na obalo sušit ribe in trgovati, predvsem s krznom, za kar so bili Micmaci pripravljeni. V zgodnjem 17. stoletju so jih pokristjanili francoski misijonarji, postali so njihovi prijatelji in sovražniki Angležev. Z Angleži noben Micmac ni podpisal pogodbe med 1760 in 1761, nekatere skupine pa so ostale z njimi v vojni vse do 1799. Med ameriško revolucijo so bili naklonjeni Američanom. V zgodnjih 1800-ih so podpisali pogodbe, na podlagi katerih so bili zanje ustanovljeni rezervati v kanadskih obmorskih provincah.

## Etnografija
Micmac Indijanci so strokovnjaki za kanuizem, njihovo gospodarstvo je temeljilo na lovu in ribolovu, vendar se je njihova kultura pod vplivom prišlekov belcev radikalno spremenila. Za razliko od njim sorodnih Abenaki Indijancev z juga, pri Micmacih ni bilo kmetijstva, glavni vzrok za to pa je bil njihov severnejši položaj, geografsko-klimatsko neugoden za gojenje kulturnih rastlin.
Zagotovo so najbolj znani po svojih kanujih, izdelanih iz brezovega lubja. Brezovo lubje so uporabljali tudi za druge potrebe, predvsem za vigvame, ki so bili dveh vrst. Ena vrsta je bila manjša, stožčaste oblike, ki je lahko sprejela 10-12 ljudi. To je bil zimski vigvam. Poletni vigvam je bil večji, pravokoten, in vanj se je lahko namestilo 10-24 oseb.
Micmaci so bili polnomadsko pleme, ki se je rutinsko poleti selilo med svojimi poletnimi vasmi in v notranjost proti svojim zimskim lovskim taborom. Javorjev sok, dobro znan Algonquian]]om vzhodnih gozdov, so nabirali spomladi. Lov se je začel jeseni, lovili so ameriškega losa in jelena. Pozimi so se premikali s krpljami in uporabljali sani ter tobogane. Beseda toboggan je prav iz njihovega jezika in prvotno se glasi taba'gan.
Svoje pogrebe so pripravljali pred smrtjo umirajočega, zapuščali so smrtno bolne in ranjene, da so zapeli svojo pesem smrti, ko ga njegovi soplemeniki niso mogli več slišati. Ta običaj ni osamljen in je znan tudi med severnejšimi Eskimi, ki prav tako živijo v težkih podnebnih razmerah. Kot simbol žalosti za tistim, ki jih bo zapustil, so Micmaci ubijali pse.

## Vanjske poveznice
- Micmac Indian Fact Sheet (Zgodovina Mi'kmaq)
- MIcmac History